# OBN televizija
Televizija OBN (Open Broadcast Network) je lokalni komercijalni program iz Bosne i Hercegovine. Sjedište je u Sarajevu.
Do 2000. godine bio je pod upravom Visokog predstavnika za Bosnu i Hercegovinu i EU-a.
Tad vlasnikom postaje Ivan Ćaleta, nekadašnji vlasnik Nove TV i Prve TV Ljubljana. 
OBN u 2018. godini u svojoj programskoj shemi ima:
- filmove,
- serije: (Zakletva, Šampion, Amanet, Urota),
- dječji program: (Sally McKay, Nebeske plesačice, Harry i kanta puna dinosaura, Kravica Connie, Zevo 3, Gladijatori),
- emisije: (Dejana talk show, Stol za 4, Iz bakine kuhinje)
- informativni program: (OBN Info, OBN Sport)

## Vanjske poveznice
- Službena stranica i tv raspored